# Kingston upon Thames
|  | Aquest article tracta sobre el districte de Londres. Vegeu-ne altres significats a «Kingston-upon-Thames». |

Kingston upon Thames és un districte londinenc de l'àrea coneguda com a sud-oest de Londres. El barri més gran del districte és Kingston-upon-Thames, que dona nom al districte, però cobreix una àrea major que inclou llocs com Surbiton, Chessington, New Walden o Tolworth. Juntament amb els districtes de Greenwich e Kensington i Chelsea, és un dels tres districtes amb estatus de districte Reial.

## Barris de Kingston upon Thames
El districte de Kingston upon Thames està format pels següents barris:
| - Berrylands - Chessington - Coombe - Kingston upon Thames - Kingston Vale - Malden Rushett | - Motspur Park - New Malden - Norbiton - Old Malden - Surbiton - Tolworth |